# 내륙국

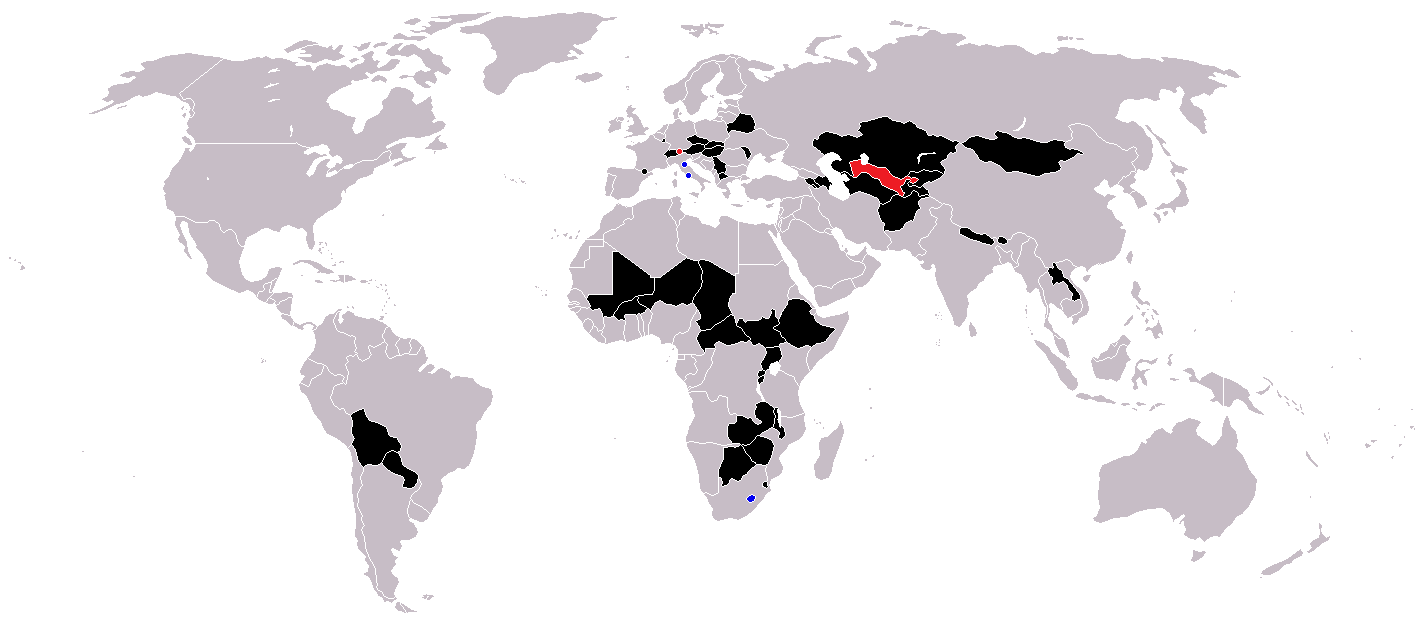
세계의 내륙국 지도
내륙국
이중 내륙국
위요지인 내륙국

내륙국(內陸國, 영어: landlocked country, landlocked state)은 육지 안쪽에 위치하여 외곽에 바다를 접하지 않는 나라를 말하며 준내륙국과 회랑을 가진 나라는 내륙국으로 분류하지 않는다.

## 역사
역사적으로 내륙국은 여러 면에서 불리하다고 여겨졌다. 어업 등을 통해 수산 자원을 얻기가 어려울 뿐 아니라, 해상교통을 통한 무역에도 제한이 생기기 때문이다.
많은 나라들이 내륙국의 불리한 상황을 벗어나기 위해 노력해 왔다. 콩고 민주 공화국은 앙골라를 나누는 40킬로미터의 짧은 해안을 가지고 있다. 보스니아 헤르체고비나는 네움 인근의 21킬로미터 해안을 통해 크로아티아 사이에서 아드리아해에 면한다. 오스트리아는 내륙국이면서도 국제 하천인 도나우강을 통해 흑해로 연결된다. 제1차 세계 대전 이후 폴란드는 발트해로 연결되는 폴란드 회랑이라는 좁은 통로를 확보했다. 하지만 결과적으로 독일은 동프로이센과 나머지 지역이 나뉘게 되어 제2차 세계 대전의 불씨가 되었다.
바다로 통하는 길이 막히면 그 나라에게 큰 타격이 된다. 볼리비아는 칠레와의 태평양 전쟁(1879~1884)에서 바다로 가는 통로를 잃은 후 국력이 크게 약화되었다. 1919년에는 오스트리아-헝가리 제국이 제1차 세계 대전에서 패전국이 된 이후 체코슬로바키아, 헝가리, 유고슬라비아 등이 독립하면서 내륙국이 되었다.
1960년대에는 유럽 국가들로부터 독립한 아프리카 국가들이 잇따라 생겨남에 따라 말리, 니제르, 부르키나파소, 차드, 콩고 민주 공화국, 토고, 감비아, 중앙아프리카 공화국, 잠비아, 보츠와나, 르완다, 부룬디, 말라위, 짐바브웨, 레소토, 에스와티니, 우간다 등 내륙국들이 잇따라 생겨났다. 1991년에는 소비에트 연방과 유고슬라비아 사회주의 연방공화국이 붕괴되면서 카자흐스탄, 아르메니아, 우즈베키스탄, 아제르바이잔, 키르기스스탄, 타지키스탄, 벨라루스, 몰도바, 트란스니스트리아, 북마케도니아 등 새로운 내륙국들이 잇따라 생겨났다.
1993년 에리트레아가 독립하면서 에티오피아는 내륙국이 되었다. 2006년 5월 22일 세르비아 몬테네그로가 세르비아와 몬테네그로로 분리되면서 세르비아는 내륙국이 되었다. 2008년에는 세르비아에서 분리 독립한 코소보가, 2011년에는 수단에서 분리 독립한 남수단이 새로운 내륙국이 되었다. 러시아는 긴 해안선을 가지고 있지만, 대부분이 북극해와 접한 탓에 상당 기간 얼음으로 덮여 있어 원활한 이용이 어렵다. 그동안 발트해, 흑해, 태평양 등으로 확장을 경주한 것도 부동항을 얻기 위한 노력이었다.
카스피해와 아랄해는 수분이 바닷물이긴 하지만, 바다와 직접적으로 연결되지 않는 내륙 호수로 간주된다. 따라서 카자흐스탄, 투르크메니스탄, 우즈베키스탄, 아제르바이잔은 내륙국으로 분류한다(단, 카스피 해는 볼가 강 연안 볼고그라드 남부와 돈 강 연안 칼라치나도누를 연결이 된 볼가-돈 운하를 통해 바다와 통할 수 있다).
보통 이러한 내륙국은 해군의 필요성이 현저히 낮아 해군력을 갖추지 않는 것이 일반적이지만, 특이한 점은 카자흐스탄과 볼리비아의 경우는 내륙국이면서도 해군이 있다는 것이다.
아직 내륙국 중 고소득 국가는 매우 적으며 현재까지 FIFA 월드컵을 개최한 내륙국은 스위스 하나뿐이다. (내륙국 가운데 FIFA 월드컵에 출전한 국가는 10여 개 국가이다.)

## 내륙국의 장단점
| - 섬나라하고는 달리 물자수송하고 이동목적에 있어서 유리한 면이 있다. - 상대국가간의 물자를 육로로 수송 및 수출이나 반입 등이 가능하다. - 인근 국가로의 이동 비용이 저렴하다. - 인적 및 물적교류가 육로를 통해서 가능하다. - 육상교통수단(자동차, 기관차 등)으로 다른 나라의 이동이 가능하다. | - 주변 국가들의 침공 대상이 되기 쉽거나 근접국일수록 침공을 쉽게 받는다. - 바다하고 접하지 못하기 때문에 수산물 생산이 어렵고 해상로를 통한 물자수송이나 교류가 불가능하다. - 사방이 다른 나라로 둘러싸여있기 때문에 경우에 따라 다른 나라하고의 국경 분쟁이나 영역 분쟁이 자주 발생한다. - 해변이나 해안 항구 등이 존재하지 않는다. |

## 내륙국 목록

내륙국

아래 나열된 나라들은 내륙국이다.
| - 남수단 - 남오세티야 - 네팔 - 니제르 - 라오스 - 레소토 - 룩셈부르크 - 르완다 - 리히텐슈타인 - 말라위 - 말리 - 몰도바 | - 몽골 - 바티칸 시국 - 벨라루스 - 보츠와나 - 볼리비아 - 부룬디 - 부르키나파소 - 부탄 - 북마케도니아 - 산마리노 - 세르비아 - 스위스 | - 슬로바키아 - 아르메니아 - 아르차흐 공화국 - 아제르바이잔 - 아프가니스탄 - 안도라 - 에스와티니 - 에티오피아 - 오스트리아 - 우간다 - 우즈베키스탄 - 잠비아 | - 중앙아프리카 공화국 - 짐바브웨 - 차드 - 체코 - 카자흐스탄 - 코소보 - 키르기스스탄 - 타지키스탄 - 투르크메니스탄 - 트란스니스트리아 - 파라과이 - 헝가리 |

## 내륙국 국경
다음 내륙국들은 하나 이상의 또 다른 내륙국과 국경을 접하고 있다.
| 권역            | 국가 수 | 국가 목록                                                                                         |
| --------------- | ------- | ------------------------------------------------------------------------------------------------- |
| 남아메리카      | 2       | 볼리비아, 파라과이                                                                                |
| 남아프리카      | 4       | 레소토, 말라위, 보츠와나, 스와질랜드, 잠비아, 짐바브웨                                            |
| 유럽            | 9       | 리히텐슈타인, 북마케도니아, 세르비아, 스위스, 슬로바키아, 오스트리아, 체코, 코소보, 헝가리        |
| 중부·동아프리카 | 10      | 남수단, 니제르, 르완다, 말리, 부룬디, 부르키나파소, 우간다, 에티오피아, 중앙아프리카 공화국, 차드 |
| 중앙아시아      | 6       | 아프가니스탄, 우즈베키스탄, 키르기스스탄, 카자흐스탄, 타지키스탄, 투르크메니스탄                  |
| 캅카스          | 3       | 아르차흐, 아르메니아, 아제르바이잔                                                                |
| (몰도바)        | 2       | 몰도바, 트란스니스트리아                                                                          |

다음 내륙국들은 내륙국을 접하지 않는다.
| 권역     | 국가 수 | 국가 목록                                                   |
| -------- | ------- | ----------------------------------------------------------- |
| 아시아   | 4       | 네팔, 라오스, 몽골, 부탄                                    |
| 아프리카 | 2       | 레소토, 에스와티니                                          |
| 유럽     | 6       | 룩셈부르크, 몰도바, 바티칸 시국, 벨라루스, 산마리노, 안도라 |

## 이중 내륙국
리히텐슈타인하고  우즈베키스탄은 내륙국으로만 둘러싸인 이중 내륙국이다. 이 나라에서 바다로 나아가기 위해서는 적어도 다른 두 나라를 반드시 방문해야만 한다.

## 한 나라에만 둘러 싸여 있는 내륙국
- 산마리노,  바티칸 시국 ( 이탈리아 속에 있음)
- 레소토 ( 남아프리카 공화국 속에 있음)

## 두 나라 사이에 둘러 싸여 있는 내륙국
- 네팔,  부탄 ( 인도와  중화인민공화국 사이에 있음)
- 리히텐슈타인 ( 스위스와  오스트리아 사이에 있음)
- 몰도바 ( 루마니아와  우크라이나 사이에 있음)
- 몽골 ( 러시아와  중화인민공화국 사이에 있음)
- 안도라 ( 스페인과  프랑스 사이에 있음)
- 에스와티니 ( 모잠비크와  남아프리카 공화국 사이에 있음)
- 남오세티야 ( 조지아와  러시아 사이에 있음)
- 트란스니스트리아 ( 몰도바와  우크라이나 사이에 있음)

## 회랑을 가진 나라
다음 나라는 바다로 연결된 회랑을 가진 나라이다.
- 보스니아 헤르체고비나
- 슬로베니아
- 요르단
- 이라크
- 콩고 민주 공화국
- 토고
- 감비아

## 준내륙국
다음 나라는 매우 짧은 해안선(국경선과 해안선의 합계 가운데 해안선이 차지하는 비중이 5% 미만)을 갖고 있는 나라이다.
- 콩고 민주 공화국 (해안선 길이 0.3%)
- 보스니아 헤르체고비나 (해안선 길이 1.4%)
- 이라크 (해안선 길이 1.6%)
- 요르단 (해안선 길이 1.6%)
- 콩고 공화국 (해안선 길이 3.0%)
- 토고 (해안선 길이 3.3%)
- 슬로베니아 (해안선 길이 3.4%)
- 벨기에 (해안선 길이 4.6%)

## 역사상 존재하였던 내륙국
- 촉한
- 부여
- 안라국, 반파국등 가야연맹의 소국들
- 트란스발 공화국
- 오렌지 자유국
- 토번
- 돌궐
- 몽골 인민공화국
- 조문국

## 같이 보기
- 국경
- 월경지